# Prix Pierre Mac Orlan
Le prix Pierre Mac Orlan est une récompense littéraire. Créé en 2005 sous les auspices du Comité Mac Orlan alors présidé par Pierre Bergé, le prix distingue chaque année un ouvrage (essai, récit ou fiction) proche de l'univers de l'écrivain Pierre Mac Orlan. Il est doté d'un montant de 5000 euros et bénéficie du soutien des villes de Brest – qui inspira souvent l'œuvre de l'écrivain  – et de Saint-Cyr-sur-Morin – où il vécut des années 1920 à sa mort . Le prix n'a pas été attribué en 2013 ni en 2018. En 2020, il a été décerné à deux auteurs, Nastassja Martin pour un essai et Alain Blottière pour un roman.

## Liste des lauréats
| Année |  | Auteur              | Ouvrage                                    | Éditeur          |
| ----- |  | ------------------- | ------------------------------------------ | ---------------- |
| 2024  |  | Grégoire Polet      | Pax                                        | Gallimard        |
| 2023  |  | Céline Navarre      | L'Envers des ombres                        | Gallimard        |
| 2022  |  | Vincent Hein        | La disparition de Jim Thompson             | Arléa            |
| 2021  |  | Jean Rolin          | Le Pont de Bezons                          | P.O.L.           |
| 2020  |  | Alain Blottière     | Azur noir                                  | Gallimard        |
| 2020  |  | Nastassja Martin    | Croire aux fauves                          | Verticales       |
| 2019  |  | François Tabouret   | Traversée                                  | P.O.L.           |
| 2017  |  | Olivier Rolin       | Baïkal-Amour                               | Paulsen          |
| 2016  |  | Catherine Poulain   | Le Grand marin                             | L'Olivier        |
| 2015  |  | Claudie Hunzinger   | La Langue des oiseaux                      | Grasset          |
| 2014  |  | Gaëlle Obiégly      | Mon prochain                               | Verticales       |
| 2012  |  | Pauline Dreyfus     | Immortel, enfin                            | Grasset          |
| 2011  |  | Jean-Claude Pirotte | Place des savanes                          | Le Cherche midi  |
| 2010  |  | Alain Borer         | Le Ciel et la carte                        | Seuil            |
| 2009  |  | Bernard Giraudeau   | Cher amour                                 | Métailié         |
| 2008  |  | Patrice Pluyette    | La Traversée du Mozambique par temps calme | Seuil            |
| 2007  |  | Michèle Lesbre      | Le Canapé rouge                            | Sabine Wespieser |
| 2006  |  | Gérard Oberlé       | Itinéraire spiritueux                      | Grasset          |
| 2005  |  | François Vallejo    | Le Voyage des grands hommes                | Viviane Hamy     |

## Jury
En 2024, le jury du prix était composé de Alain Borer, Gilles Costaz, Jean-Baptiste Harang, Armelle Héliot, Fabienne Jacob, Philippe Le Guillou, Yann Queffélec et François Vallejo.